# Edmund Roman Orlik
Edmund Roman Orlik (Rogoźno, 1918. január 26. – Opole, 1982. április 8.) lengyel katona, tankparancsnok, építész. A második világháború kitörését követően TKS típusú kisharckocsijával összesen tizenkét ellenséges német harckocsit lőtt ki 1939 szeptembere során.

## Élete
Edmund Roman Orlik 1918. január 26-án született az akkor a Német Birodalom területéhez tartozó Rogoźno városában. Apja a légierőben szolgált pilótaként, és nem sokkal fia születése előtt vesztette életét egy harci bevetésen. A középiskolai tanulmányait követően Orlik 1937-ben modlini Páncélos Kiképző Iskolában (lengyelül: Centrum Wyszkolenia Broni Pancernych) végezte el tanulmányait, majd a Varsói Műszaki Egyetemen végzett tanulmányokat, azonban ezt a kitörő háború miatt már nem tudta befejezni.
A második világháború szeptember 1-ei kitörését követően Orlik a Wielkopolska lovasdandár alá tartozó 71. páncéloscsoportba került, ahol az egyik TKS típusú, 20 mm-es gépágyúval felszerelt lengyel kisharckocsi parancsnoka lett. Orlik egységével hamarosan komoly harcokban vett részt a szeptember 9-én kezdődő bzurai csatában. 1939. szeptember 14-én Brochów közelében páncéloscsoportja összecsapott az ellenséges páncélosokkal. Orlik az ütközetben a német 4. páncéloshadosztály három tankját is megsemmisítette. Négy nappal később, szeptember 18-án, Pociecha mellett zajló harcokban a német 1. könnyűhadosztály három Panzer 35(t) típusú tankját lőtte ki. A páncélos összecsapásban elhunyt a német szakaszparancsnok, Wiktor IV Albrecht von Ratibor herceg is. Szeptember 19-én Orlik Sierakównál vívott csatát a német egységekkel, ahol a lengyel tankok 20 német páncélost semmisítettek meg, melyből hetet Orlik páncélosa lőtt ki.
Az ütközetet követően Orlik páncélosa egy másik TKS-sel együtt azon kevés egységek közé tartozott, melyek sikeresen ki tudtak törni a német gyűrűből Varsó irányába, ahol Orlik egészen 1939. szeptember 28-áig részt vállalt a védelemben.
Lengyelország kapitulálását követően a lengyel Honi Hadsereg tagjaként aktívan részt vett a lengyel ellenállásban. A háború után Łódźba költözött, ahol egy ideig a bőriparban dolgozott, emellett tanulmányokat folytatott 1946-1951 között a lódźi Képzőművészeti Egyetemen, ahol építészetet tanult. A diploma átvételét követően élete további részében építészként tevékenykedett. Nevéhez több épület és építészeti alkotás tervezése és megépítése is köthető Łódź, Wrocław és Opole városában. Edmund Roman Orlik 1982-ben hunyt el egy baleset következtében Opole városának környékén.

## Kitüntetései és emlékezete
- Katonai szolgálataiért megkapta a lengyel Vitézségi Kereszt első osztályát.
- A Pociecha környékén zajló összecsapás és Orlik szakaszparancsnok emlékére emlékkövet állítottak.
- A fehérorosz fejlesztésű World of Tanks számítógépes játékban elérhető egy Orlik-medál kitüntetés, melyet az a játékos kaphat meg, aki 3 vagy több, legalább két szinttel fejlettebb ellenséges tankot vagy páncélvadászt semmisít meg egy csata során egy könnyű tankkal.

## Képgaléria

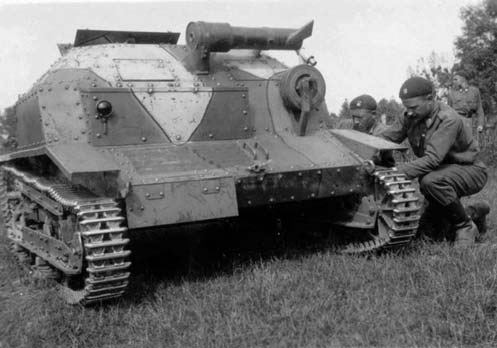
Orlik és sofőrje, Bronisław Zakrzewski a lengyel gyártmányú, TKS típusú harckocsijuk mellett
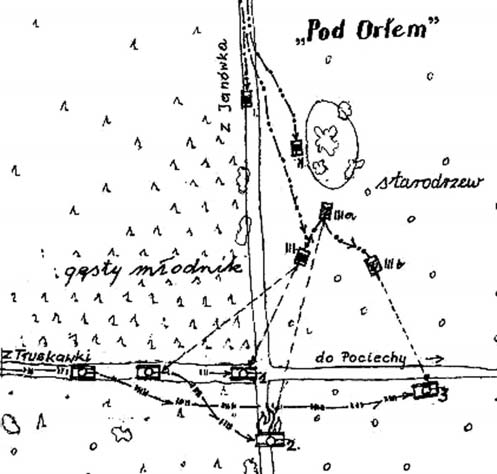
Az 1939. szeptember 18-án, Pociecha mellett zajló ütközet vázlatos ábrázolása
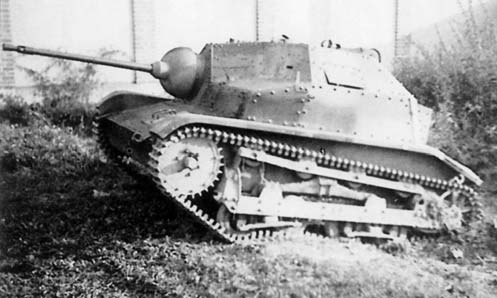
Egy 20 mm-es gépágyúval felszerelt TKS kisharckocsi. Ilyen típussal harcolt Roman Orlik is.